# Babybird
Babybird – brytyjski zespół z nurtu muzyki niezależnej powstały w roku 1995 w mieście Sheffield.  Wokalistą grupy został Stephen Jones, były członek eksperymentalnej grupy teatralnej Dogs in Honey i pisarz. Zespół zdobył popularność utworem „You’re Gorgeous” Największa popularność zespołu to druga połowa lat 90'. Piosenka zespołu „The F-Word” rozpoczynała program Hell’s Kitchen. Johnny Depp wyreżyserował teledysk do ich piosenki „Unloveable”.

## Dyskografia
- I Was Born a Man (Babybird Recordings, 1995)
- Bad Shave (Babybird Recordings, 1995)
- Fatherhoood (Babybird Recordings, 1996)
- The Happiest Man Alive (Babybird Recordings, 1996)
- Dying Happy (Babybird Recordings, 1996)
- Ugly Beautiful (Echo Records, Październik 1996) #9 UK
- There's Something Going On (Echo Records, Sierpień 1998) #28 UK
- Bugged (Echo Records, Czerwiec 2000
- Best of Babybird (Echo Records, Luty 2004)
- Between My Ears There Is Nothing But Music (Babybird Recordings, Wrzesień 2006)
- Ex-Maniac (Unison Music, 2010)[1]
- The Pleasures of Self Destruction (Unison Music, Październik 2011)

### Single
- „Goodnight” (Echo Records, Czerwiec 1996) #28 UK
- „You’re Gorgeous” (Echo Records, Wrzesień 1996) #3 UK, #17 Szwecja, #22 Nowa Zelandia, #28 Australia, #46 Francja[5]
- „Candy Girl” (Echo Records, Luty 1997) #14 UK
- „Cornershop” (Echo Records, Maj 1997) #37 UK
- „Bad Old Man” (Echo Records, Kwiecień 1998) #31 UK
- „If You'll Be Mine” (Echo Records, Lipiec 1998) #28 UK
- „Back Together (remix)” (Echo Records, Luty 1999) #22 UK
- „The F-Word” (Echo Records, Marzec 2000) #35 UK
- „Out of Sight” (Echo Records, Maj 2000) #58 UK
- „Getaway/Fireflies” (Animal Noise, Wrzesień 2000)
- „Too Much/Dive” (Babybird Recordings, Listopad 2006)
- „Unloveable” (Luty 2010)

### Teledyski
- „Goodnight” (1996, Stuart A. Gosling)
- „You’re Gorgeous” (1997, Stuart A. Gosling)
- „If You'll Be Mine” (1998, David Slade)
- „The F-Word” (2000,Leggatt & Leigh Marling)
- „Out of Sight” (2000, Rob Leggatt & Leigh Marling)
- „Lighter 'n' Spoon” (2008, Philipp Pflüger)
- „Unloveable” (2010, Johnny Deep)